# 浜まさみ
浜 まさみ（はま まさみ、1959年5月8日 - ）は、日本のタレント。レインボーシスターズのメンバーであった。

## 経歴・人物
神奈川県出身。東京音楽大学卒業。てらいのない明るさが持ち味。
1980年代にテレビ朝日の「ウェザーショー」でお天気お姉さんを担当、「欽ちゃんのどこまで笑うの?!」「流通新時代」などに出演したり、週末の実況中継の番組である「中央競馬ワイド中継」の土曜ワイド中継の司会を担当し、後に「テレビ朝日リビング・朝のショッピング」の司会をしていた。